# Saskatchewan Roughriders
Saskatchewan Roughriders é uma equipe profissional de futebol americano do Canadá, participante da Divisão Oeste da Canadian Football League da cidade de Regina, Saskatchewan.
Foi fundado em 1910 e já ganhou quatro Grey Cups nos anos de 1966, 1989, 2007 e 2013. Seu estádio é o Mosaic Stadium at Taylor Field.